# Änglar blåser hårt
Änglar blåser hårt är en roman från 1961, skriven av Sture Dahlström. Inspirerad av de amerikanska beatförfattarna, berättar Dahlström i denna bok en historia om jazzkonserter i svenska småstäder, luffarliv i Europa och otaliga kärleksaffärer.

## ISBN
- ISBN 91-7742-059-4